# Л. Кноп
«Л. Кноп» — одна из наиболее крупных в Российской империи торговых, промышленных и кредитных фирм.

## История
Фирма была преобразована из собственного предприятия Людвига Кнопа, которое он основал в 1852 г. Она поддерживала создание и строительство российских прядильно-ткацких фабрик. Торговый дом владел большей частью акций четырех крупнейших мануфактур — Кренгольмской, Высоковской, Вознесенской и Екатерингофской. Кнопы контролировали Товарищества Измайловской и Даниловской мануфактуры в Москве, поставляло на бумагопрядильные фабрики египетский, американский и среднеазиатский хлопка.
Торговый дом «Л.Кноп» был преобразован в товарищество в 1894 в Москве. Его первоначальный капитал составлял 1 млн рублей.
Совладельцы:
И. К. Прове (управляющий делами фирмы с 1865 г., в 1894—1901 г. глава торгового дома)
А. Л. Кноп
Ф. Л. Кноп
Р. Р. Ферстер (старший кассир торгового дома).
Главная контора находилась в здании Московского купеческого банка (улица Ильинка, 14), в 1913 г. она переехала в «Деловой двор» на современной Славянской площади.
В 1890-х гг. компания содержала в Москве свою банкирскую контору. Торговый дом «Л. Кноп» входил в состав совета Московского учётного банка, представлял свои интересы в правлениях банков Московского Торгового, Московского частного и «И. В. Юнкер и Ко».
До 1911 г. компания была основным акционером Андреевского торгово-промышленного товарищества, которое импортировало хлопок из Средней Азии, а позже стала владельцем акций еще одной фирмы, занимающейся хлопком — Товарищества Р. Ш. Потеляхова.
В 1911 г. при участии торгового дома Кнопов и других текстильных предпринимателей было учреждено Русское экспортное товарищество, которое стало достойным конкурентом английским фирмам в Персии. Также планировалось наладить поставку российских тканей на Дальний Восток.
Торговый дом вел активную работу не только в России, но имел также договоренности в Великобритании, Северной Америке, Индии и Египте.
В 1916 г. анти-немецкой кампании, связанной с Первой мировой войной, торговый дом «Л. Кноп» был вынужден продолжить свою работу в форме товарищества на паях «Волокно».
В 1918 г. предприятия товарищества «Волокно», находившиеся в России были национализированы.